# 17 ans, Une chronique du mal
17 ans, Une chronique du mal (17歳。, Jūnana-sai., 17 ans.) est un manga scénarisé par Seiji Fujii et dessiné par Yoji Kamata, publié en 2004 au Japon par Futabasha. Le récit est inspiré d'un fait divers réel ayant bouleversé le Japon en 1989, celui du kidnapping  et du meurtre de Junko Furuta.
Le manga été publié en Espagne par Ediciones Mangaline sous le titre 17 Años ("17 ans"), en France par naBan et à Taïwan par Tong Li Publishing.

## Résumé
Sachiko est une lycéenne de 17 ans sans histoires. Sa vie paisible se voit subitement bouleversée lorsqu'un groupe de délinquants l'enlèvent, la séquestrent et la torturent des jours durant, sans autre but que celui de s'amuser de ses souffrances. Ceux qui savent se taisent par peur des représailles, et la police peine à prendre sa disparition au sérieux, soupçonnant la jeune fille d'avoir simplement fugué. C'est alors que désespérée, Miki, sa sœur jumelle, décide d'entamer elle-même des recherches afin de la retrouver.

## Personnages
- Hiroki Marukawa (マルカワ ヒロキ, Marukawa Hiroki?) – Le personnage principal. Il est impliqué malgré lui dans l'enlèvement de Sachiko mais n'a pas le courage de s'opposer aux ravisseurs par crainte de représailles.
- Sachiko Ozawa (大沢サチコ, Ōzawa Sachiko?) – La victime. C'est une lycéenne sans histoires, originaire de la préfecture de Chiba.
- Miki Ozawa (大沢ミキ, Ōzawa Miki?) – La sœur jumelle de Sachiko. Après la disparition de cette dernière, elle entreprend des recherches afin de la retrouver.
- Miyamoto (ミヤモト?) – Le chef du groupe de délinquants responsables de l'enlèvement de Sachiko. C'est un garçon violent et amoral qui fait régner la terreur dans son entourage.
- Takashi Ikuno (イクノ タカシ, Ikuno Takashi?) – Un ami d'Hiroki et complice de Miyamoto malgré lui.
- Daisuke Tsuji (ツジ ダイスケ, Tsuji Daisuke?) – Un complice de Miyamoto.
- Katsuya Mizuno (ミズノ カツヤ, Mizuno Katsuya?) – Un complice de Miyamoto. Il est violent avec son entourage et avec ses parents. C'est dans sa maison, à Tokyo, que Mizuno et ses amis séquestrent et torturent la jeune Sachiko. Ses parents ignorent au départ qu'une jeune fille est retenue captive dans leur maison. Lorsqu'ils s'en rendent compte, ils se taisent par peur de leur fils et de ses amis délinquants.
- Seiichi Ozawa (大沢誠一, Ōzawa Seiichi?) - Le père de Sachiko et de Miki. Il est forcé de vivre séparé de son épouse à cause de son travail. Sachiko, fréquentant un lycée proche du domicile de son père, vit avec lui.
- Tokiko Ozawa (大沢時子, Ōzawa Tokiko?) - La mère de Sachiko et de Miki. Miki vit avec elle.
- Jun Tanaka (田中 淳, Tanaka Jun?) - Un officier de police de la préfecture de Chiba qui enquête sur l'enlèvement de Sachiko.
- Furuya (フルヤ?) - Un délinquant, ami d'enfance de Miyamoto et son supérieur hiérarchique dans le gang.

## Liste des volumes
| no | Japonais          | Japonais       | Français          | Français          |
| no | Date de sortie    | ISBN           | Date de sortie    | ISBN              |
| -- | ----------------- | -------------- | ----------------- | ----------------- |
| 1  | 6 décembre 2004   | 978-4575830392 | 25 septembre 2020 | 978-2-38060-008-7 |
| 2  | 28 mars 2005      | 978-4575830774 | 29 janvier 2021   | 978-2-38060-009-4 |
| 3  | 12 septembre 2005 | 978-4575831436 | 14 mai 2021       | 978-2-38060-010-0 |
| 4  | 26 décembre 2005  | 978-4575831849 | 24 septembre 2021 | 978-2-38060-011-7 |

## Voir également
- Meurtre de Junko Furuta

### Œuvres
Édition japonaise
17 ans, Une chronique du mal
1. 1 2  (ja) « 17歳。（１） », sur Futabasha (consulté le 19 novembre 2021).
2. 1 2  (ja) « 17歳。（2） », sur Futabasha (consulté le 19 novembre 2021).
3. 1 2  (ja) « 17歳。（3） », sur Futabasha (consulté le 19 novembre 2021).
4. 1 2  (ja) « 17歳。（4） », sur Futabasha (consulté le 19 novembre 2021).

Édition française
17 ans, Une chronique du mal
1. 1 2  « 17 ans, Une chronique du mal Tome 1 », sur Naban Editions (consulté le 19 novembre 2021).
2. 1 2  « 17 ans, Une chronique du mal Tome 2 », sur Naban Editions (consulté le 19 novembre 2021).
3. 1 2  « 17 ans, Une chronique du mal Tome 3 », sur Naban Editions (consulté le 19 novembre 2021).
4. 1 2  à paraitre